# NI Multisim
NI Multisim (anciennement MultiSIM ) est un programme de capture et de simulation de schémas électroniques qui fait partie de la suite de programmes de conception de circuits, avec NI Ultiboard (en). Multisim est l'un des rares programmes de conception de circuits à utiliser la simulation logicielle originale basée sur Berkeley SPICE. Multisim a été créé à l'origine par la société Electronics Workbench (en), qui est maintenant une division de National Instruments. Multisim inclut la simulation de microcontrôleur (anciennement appelée MultiMCU), ainsi que des fonctionnalités intégrées d'importation et d'exportation vers le logiciel de mise en page de circuits imprimés de la suite NI Ultiboard. 
Multisim est largement utilisé dans les universités et l'industrie pour l'enseignement des circuits, la conception de schémas électroniques et la simulation SPICE.

## Historique
Multisim s'appelle à l'origine Electronics Workbench et est créé par la société Interactive Image Technologies (en). À l'époque, il est principalement utilisé comme outil pédagogique, pour enseigner aux futurs techniciens en électronique, ainsi qu'aux étudiants en génie électronique, dans les collèges et les universités. National Instruments a conservé cet héritage éducatif dans une version spécifique de Multisim, comportant des fonctionnalités développées pour l'enseignement de l'électronique. 
En 1999, Multisim est intégré à Ultiboard (en) après la fusion de la société d'origine avec Ultimate Technology (en), une société de logiciels de mise en page de circuits imprimés. 
En 2005, Interactive Image Technologies (en) est acquise par National Instruments et Multisim est alors renommé NI Multisim.

## Tarification
| Édition       | Prix   |
| ------------- | ------ |
| Puissance Pro | 4591 $ |
| Plein         | 3100 $ |
| Base          | 1773 $ |
| Éducation     | 628 $  |

## Voir également
- Comparaison des logiciels EDA
- Liste des simulateurs de circuits électroniques gratuits
- Suite de conception Proteus
- Qucs
- NI Ultiboard, le logiciel de création de circuits imprimés intégré à Multisim.
- OrCAD